# Варненский зоопарк
Варненский зоопарк (болг. Варненски зоопарк) — зоопарк в Приморском парке Варны, крупнейшем городе Болгарии на побережье Чёрного моря. Располагается по соседству с дельфинарием и Музеем естественной истории. Первыми животными в зоопарке были медведь «Максим», подарок моряков тральщика «Г. Димитров» в 1956 году, и благородный олень «Лонгос». В настоящее время в зоопарке обитает 60 видов животных, более 300 особей, из которых 17 видов птиц и животных, занесенных в Красную книгу Болгарии для охраняемых видов.

## История
Варненский зоопарк был построен в 1958—1961 годах и открыт 30 апреля 1961 года. Архитектор Бистра Маркова спроектировала домики для животных совместно с К. Каракашевым и при поддержке мэра Николая Бояджиева.
До постройки домика для медведей в 1958 году медведь «Максим» был привязан к дереву. Озера были заселены розовыми пеликанами. К 1974 году в зоопарк поступили животные из Софийского зоопарка и зарубежных зоопарков, в том числе: кенгуру, ламы, пантеры, пингвины, лебеди из Берлина и другие. К 1994 году там насчитывалось около 50 видов животных. Самыми старыми животными были 24-летний верблюд «Мартин» и медведи, родившиеся в 1972 году.

## Последние события
С 2007 года зоопарк действует как центр спасения животных, и к 2013 году более 100 охраняемых птиц были вылечены и возвращены в естественную среду обитания при поддержке других местных учреждений.